# سقنقوراوات
السقنقوراوات (الاسم العلمي: Scincinae) هي أسرة من الزواحف تتبع الفصيلة السقنقورية من رتبة الحرشفيات.